# Udet U 7
Udet U-7 Kolibri var ett tyskt lätt sportflygplan.
Udet U-7 var ett ensitsigt högvingat flygplan med en flygplanskropp i regtangulärt tvärsnitt. Vingen var placerad ovanför flygplanskroppen på V-formade stöttor. Hjullandstället var fast med en sporre under fenan. Flygplanet kunde förses med två olika motoralternativ från Douglas eller en 24 hk ABC-motor.
Två flygplan av typen infördes i det tyska luftfartygsregistret.